# Apenas um Toque - O Evento
Apenas um Toque - O Evento é o primeiro álbum de vídeo da cantora Fernanda Brum, gravado no dia 27 de julho de 2004 e lançado em 2005, sendo o registro em DVD do álbum Apenas um Toque. O DVD recebeu certificado de disco de platina pela ABPD.

## Produção
"Apenas um Toque", o primeiro DVD de Fernanda Brum, gravado ao vivo na casa de espetáculos Via Show (RJ), no mês de julho. Com a presença de mais de 8 mil pessoas, Fernanda apresentou as principais canções de seu ministério, incluindo as músicas de seu último CD, que leva o título do DVD e já é Disco de Platina.

## Faixas
- 1. Dá-me Filhos
- 2. Nuvem de Glória
- 3. Amo o Senhor
- 4. Puro Nardo
- 5. A Oração do Profeta
- 6. Ele escolheu os cravos/Santo
- 7. Cantarei ao Senhor
- 8. Quebrantado coração/Poderoso Deus
- 9. Em Tua presença
- 10. Apenas um Toque
- 11. Espírito Santo
- 12. Vem me Consolar
- 13. Medley
- 14. A Tua Glória
- 15. É Deus no meio da igreja
- 16. Ninguém vai me deter

### Extras
- Palavra Pastoral
- Clipes
- Especial
- Making Of
- Multiângulo
- Discografia
- Créditos
- Galeria de Fotos

## Certificações
| País   | Empresa | Certificação | Vendas   |
| ------ | ------- | ------------ | -------- |
| Brasil | ABPD    | Ouro         | + 25.000 |
| Brasil | ABPD    | Platina      | + 50.000 |